# Tiberiu (asociat, sec. al VII-lea)
Tiberiu (n. secolul al VII-lea d.Hr., Constantinopol, Imperiul Roman de Răsărit) a fost fiul împăratului Constans al II-lea al Bizanțului. În 659, a fost numit, împreună cu fratele său Heraclius, co-împărat (Augustus). În 681 a fost mutilat, împreună cu Heraclius, din ordinul fratelui lor cel mare, Constantin IV, nemaiputând guverna imperiul.